# Alejandro Davidovich Fokina
Alejandro Davidovich Fokina (Rincón de la Victoria, 5 giugno 1999) è un tennista spagnolo.
In singolare ha perso quattro finali nel circuito maggiore, tra cui quella al Monte Carlo Masters 2022. Nei tornei del Grande Slam ha raggiunto i quarti di finale all'Open di Francia 2021, mentre il suo miglior ranking è il 18º posto dell’agosto 2025.
In doppio ha vinto un torneo del circuito maggiore ma non è mai entrato nella top 100 del ranking. Ha fatto parte della squadra spagnola che ha raggiunto la finale all'ATP Cup 2022 e quello stesso anno ha esordito nella squadra spagnola di Coppa Davis.

## Biografia
Alex Davidovich è nato e cresciuto a La Cala del Moral (Rincón de la Victoria), a circa 10 km da Malaga. Il padre Edvard Davidovich è un ex pugile con la doppia nazionalità svedese-russa, la madre Tatiana Fokina è russa; ha un fratello, Mark. Il soprannome è Davi e parla spagnolo, inglese e russo. Ama il calcio ed è tifoso del Real Madrid, è anche stato un ammiratore del pugile Floyd Mayweather.
Ha iniziato a giocare a tennis con il padre a due anni e mezzo. All'età di cinque anni inizia ad allenarsi a Calaflores e poi sui campi da tennis di Serramar con l'allenatore Manolo Rubiales. Dal 2009 è seguito dall'allenatore Jorge Aguirre al Racket Club Fuengirola. A 16 anni ha lasciato casa per continuare a dedicarsi esclusivamente al tennis. Si ispira a Roger Federer, ma pensa che il suo gioco ricordi più quello di Novak Đoković. Il colpo preferito è il rovescio a due mani, la superficie è l'erba, il torneo è Wimbledon e la città del tour è Brisbane. I suoi coach sono Felix Mantilla, David Sanchez. Il suo preparatore atletico è Dragoljub Kladarin. 

## Carriera

### Tra gli juniores
Esordisce nell'ITF Junior Circuit nel 2015 e subito raggiunge e perde la finale in un torneo spagnolo di Grade 2. A maggio disputa entrambe le finali in un Grade 3 marocchino, perde quella di singolare e vince quella di doppio. Prende parte alla Coppa Davis Junior nella quale la Spagna si classifica 13ª. Il primo risultato importante in un torneo di Grade A sono le semifinali raggiunte sia in singolare che in doppio al Trofeo Bonfiglio nel 2016. A settembre vince il primo titolo in singolare in un Grade 1 canadese e vince altri due Grade 1 in singolare nei 6 mesi successivi. Nel giugno 2017 perde la semifinale in singolare al Roland Garros contro Alexei Popyrin. Al suo ultimo impegno tra gli juniores trionfa in singolare a Wimbledon, non perde alcun set in tutto il torneo e sconfigge in finale l'argentino Axel Geller; a fine torneo raggiunge il 2º posto nel ranking mondiale di categoria.

### 2015-2018: inizi tra i professionisti, primi titoli ITF e prima finale Challenger
Fa le sue prime apparizioni tra i professionisti nei tornei ITF Futures nel 2015 e nel 2016 e nell'ottobre del 2016 vince il primo titolo nel torneo di doppio Nigeria F6 in coppia con Alexis Klegou. Nell'aprile 2017 gioca con una wildcard nelle qualificazioni del torneo ATP di Barcellona, vince contro il nº 123 del ranking Roberto Carballés Baena e perde nel turno decisivo contro Santiago Giraldo. In estate disputa e perde le sue prime tre finali Futures in singolare. A settembre esordisce nell'ATP Challenger Tour alla Copa Sevilla ed esce di scena al secondo turno. Nel marzo 2018 vince il suo primo titolo Futures in singolare al Portugal F4 di Quinta do Lago battendo in finale Roberto Ortega Olmedo in 3 set. Nei mesi successivi viene eliminato nelle qualificazioni del circuito maggiore a Barcellona, Madrid e Wimbledon. A settembre disputa la sua prima finale Challenger a Stettino e perde in 3 set contro Guido Andreozzi. Viene convocato in Coppa Davis contro la Gran Bretagna senza scendere in campo.

### 2019: prima semifinale ATP, 2 titoli Challenger e top 100
Inizia la stagione perdendo alle qualificazioni degli Australian Open. A febbraio raggiunge la sua seconda finale Challenger a Bangkok e viene sconfitto da James Duckworth, risultato con cui entra per la prima nella top 200 mondiale. A fine marzo perde in semifinale al Challenger di Marbella contro Pablo Andújar. Supera per la prima volta le qualificazioni in un torneo ATP a Marrakech con i successi su Grégoire Barrère e Evgenij Karlovskij, e al primo turno viene sconfitto dal nº 41 del mondo Philipp Kohlschreiber. Nel turno decisivo delle qualificazioni all'ATP dell'Estoril supera il nº 85 del mondo Daniel Evans, primo top 100 sconfitto in carriera; con le successive vittorie su Taylor Fritz, Jérémy Chardy e sul nº 18 del mondo Gaël Monfils raggiunge la semifinale e cede a Pablo Cuevas in tre set; a fine torneo sale alla 127ª posizione mondiale. Perde quindi al primo turno da Richard Gasquet nel suo esordio in un Masters 1000 a Madrid.
Sconfitto nel turno decisivo alle qualificazioni del Roland Garros, viene ripescato come lucky loser e al suo debutto in una prova del Grande Slam viene sconfitto in 3 set da Jordan Thompson. Esce al primo turno anche a ’s-Hertogenbosch, mentre non supera le qualificazioni né a Wimbledon né agli US Open. Torna a giocare nei Challenger e perde la finale a Genova contro Lorenzo Sonego. Si riscatta la settimana seguente con la vittoria in finale al Challenger di Siviglia contro Jaume Munar per 2–6, 6–2, 6–2. Grazie a qualche altro buon risultato nei Challlenger a ottobre entra per la prima volta in carriera nella top 100, in 93ª posizione. A fine mese conquista il secondo titolo Challenger in stagione al Liuzhou Open superando in finale Denis Istomin e sale all'82º posto mondiale. Grazie alla rinuncia di Denis Shapovalov, prende parte alle Next Gen ATP Finals e perde tutti gli incontri di round robin con Alex de Minaur, Casper Ruud e Miomir Kecmanović.

### 2020: primo titolo ATP in doppio, quarto turno agli US Open e 52º nel ranking di singolare

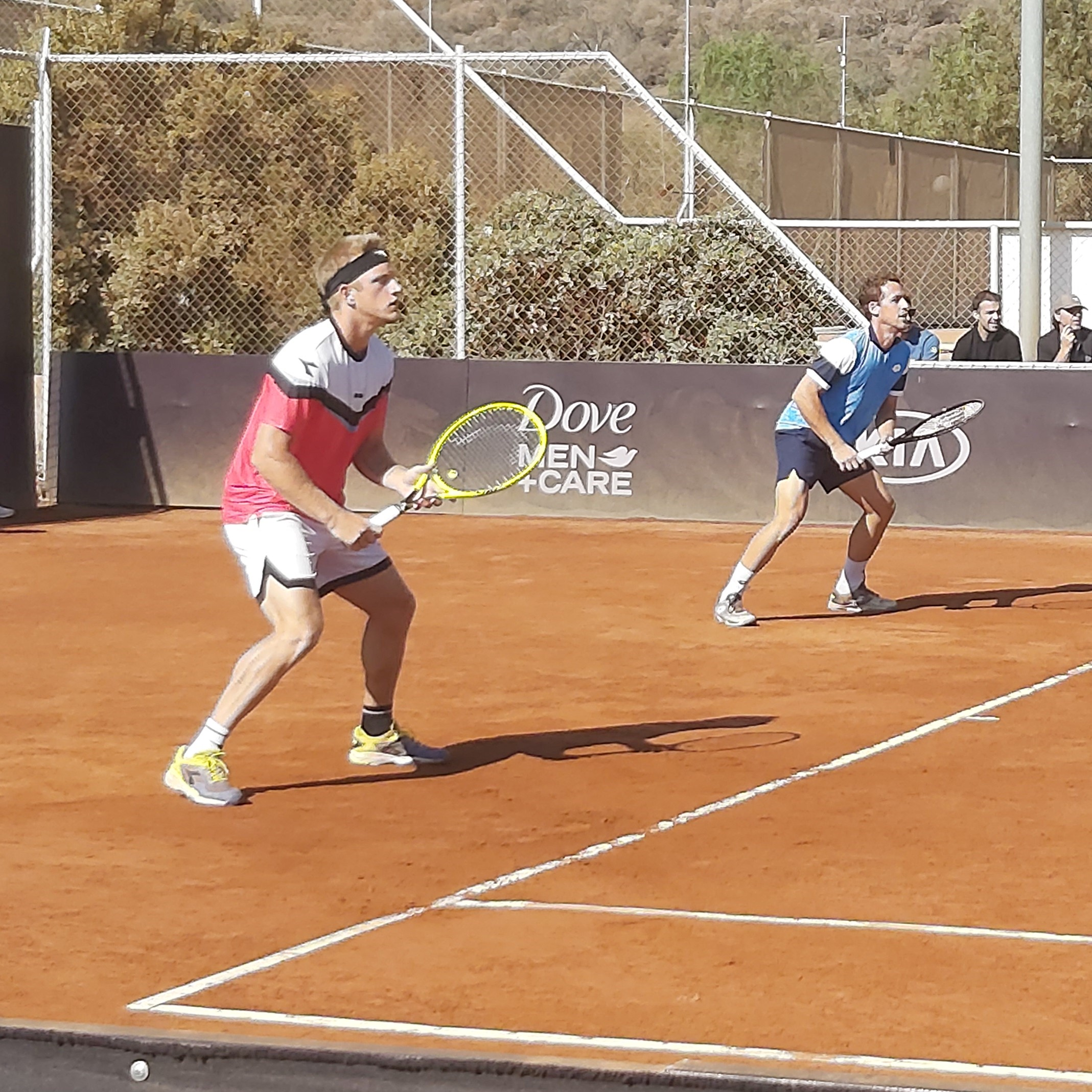
Con Roberto Carballés Baena al vittorioso Chile Open 2020.

A inizio stagione non supera le qualificazioni a Doha ed esce al primo turno a Auckland. La settimana successiva partecipa per la prima volta al tabellone principale degli Australian Open, vince il primo incontro in uno Slam superando Norbert Gombos e al turno successivo viene eliminato dal nº 14 del mondo Diego Schwartzman. Vince il suo primo titolo ATP nel torneo di doppio a Santiago in coppia con Roberto Carballés Baena superando in finale Marcelo Arévalo / Jonny O'Mara per 7-6, 6-1; in singolare esce di scena al secondo turno per mano di Cristian Garín. Dopo la lunga pausa dovuta alla pandemia di COVID-19, lo spagnolo non supera le qualificazioni al Cincinnati Open. Agli US Open si impone su Dennis Novak e sul nº 33 del mondo Hubert Hurkacz, raggiungendo il suo primo terzo turno in un major. Vince anche il match contro Cameron Norrie e al quarto turno vine sconfitto da Alexander Zverev in tre set.
Supera le qualificazioni agli Internazionali d'Italia ed esce di scena al primo turno per mano di Dušan Lajović. Al Roland Garros viene eliminato al secondo turno dal nº 12 del mondo Andrej Rublëv al quarto set. Raggiunge la seconda semifinale ATP in carriera al Colonia 1 battendo Ruusuvuori, Čilić e Novak e soccombe nuovamente a Zverev, in due set. Al Colonia 2 perde nei quarti di finale contro il top-10 Diego Schwartzman. Supera le qualificazioni a Pariigi Bercy e vince il suo primo incontro in un Masters 1000 battendo il nº 19 del mondo Chačanov in 3 set, supera anche Bonzi e al terzo turno raccoglie solo 2 giochi contro Schwartzman. Chiude la stagione con il nuovo best ranking al 52º posto mondiale.

### 2021: quarti di finale al Roland Garros e 32º nel ranking
Non prende parte alla trasferta australiana e inizia la stagione a febbraio con due sconfitte in tornei Challenger. A fine mese raggiunge i quarti di finale all'ATP di Montpellier battendo Hurkacz e cede in 3 set a Geraslmov. A Rotterdam sconfigge il nº 13 ATP Roberto Bautista Agut ed esce di scena al secondo turno, così come nei successivi tornei di Marsiglia, Dubai e Marbella. A Monte Carlo supera in due set il nº 25 del mondo de Minaur e il nº 10 Berrettini, ottenendo la sua prima vittoria in carriera su un top-10. Con il successo su Pouille approda al suo primo quarto di finale in un Masters 1000 ed è costretto al ritiro durante il match contro il futuro vincitore Tsitsipas, risultati con cui sale al 48º posto mondiale. All'Estoril si spinge fino alla semifinale grazie ai successi su Andújar, Chardy e Humbert e viene eliminato da Ramos Viñolas in due set. A Madrid perde in 3 set al secondo turno contro il nº 3 del mondo Medvedev.
A Roma supera le qualificazioni e senza perdere set elimina il nº 17 ATP Grigor Dimitrov e Cameron Norrie; negli ottavi raccoglie solo 3 giochi contro il nº 1 del mondo Novak Đoković. Raggiunge per la prima volta i quarti di finale in uno Slam al Roland Garros, dove elimina Kukuškin, impiega 5 set per sconfiggere Van de Zandschulp e la testa di serie nº 15 Ruud, e dopo il successo su Federico Delbonis viene sconfitto da Alexander Zverev in tre set. A fine torneo sale al 35º posto mondiale. Dopo le premature sconfitte sull'erba inglese, al suo debutto olimpico ai Giochi di Tokyo raggiunge il terzo turno e perde nuovamente contro Đoković, mentre in doppio non supera il primo turno in coppia con Pablo Carreño Busta. Nonostante le numerose sconfitte del periodo successivo, a fine agosto porta il best ranking alla 32ª posizione. Nel finale di stagione il miglior risultato sono i quarti di finale raggiunti ad Anversa grazie al successo sul nº 17 del mondo Cristian Garín.

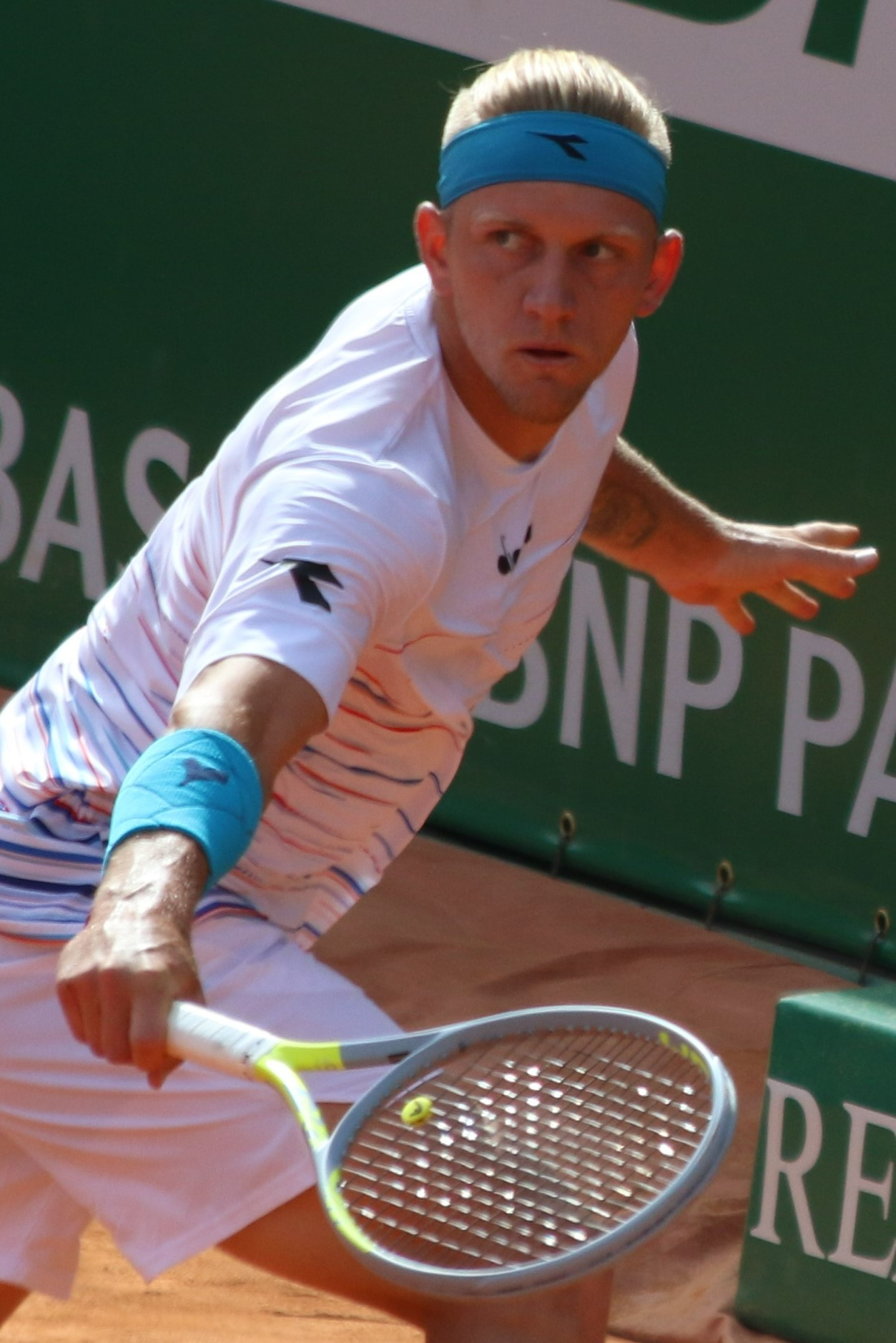
Davidovich Fokina a Monte Carlo nel 2022.

### 2022: prima finale ATP a Montecarlo e top 30
Inizia la stagione con l'esordio in ATP Cup, viene schierato solo in doppio in coppia con Pedro Martínez e vince entrambi gli incontri disputati. Non viene impiegato nei turni successivi, che vedono la Spagna raggiungere la finale e perdere contro il Canada. Eliminato al secondo turno agli Australian Open 2022, il miglior risultato di inizio stagione sono i quarti di finale raggiunti a Doha. A marzo esordisce nella squadra spagnola di Coppa Davis in occasioni della vittoriosa qualificazione contro la Romania, viene impiegato in doppio e sconfitto in coppia con Pedro Martínez. Consegue i risultati più prestigiosi da inizio carriera al Masters 1000 di Monte Carlo, al secondo turno elimina Novak Đoković con il punteggio di 6-3, 6-7, 6-1, nella sua prima vittoria contro un nº 1 del mondo, raggiunge quindi la prima finale in singolare nel circuito maggiore con i successi sugli ex top 10 Goffin e Dimitrov e sul nº 13 ATP Taylor Fritz, reduce dal trionfo all'Indian Wells Open. Nell'ultimo atto viene sconfitto dal campione uscente Stefanos Tsitsipas per 3-6, 6-7; questi grandi risultati gli valgono il nuovo best ranking al 27º posto mondiale. Delude le aspettative nei successivi tornei su terra battuta.
Torna a mettersi in evidenza raggiungendo i quarti di finale sull'erba del Queen's. Vince il suo primo incontro in carriera a Wimbledon sconfiggendo il nº 10 del mondo Hubert Hurkacz ed esce di scena al secondo turno. Viene quindi eliminato nei quarti di finale all'ATP 500 di Amburgo dal vincitore del torneo Lorenzo Musetti. Sconfitto al turno di esordio nei Masters 1000 di Montréal e Cincinnati, torna a disputare il quarto turno agli US Open e cede al quinto set contro Matteo Berrettini, complice un infortunio al ginocchio nel parziale decisivo. Torna alle competizioni il mese successivo e perde al primo turno negli ultimi tornei stagionali.

### 2023: semifinale a Toronto e 21º nel ranking

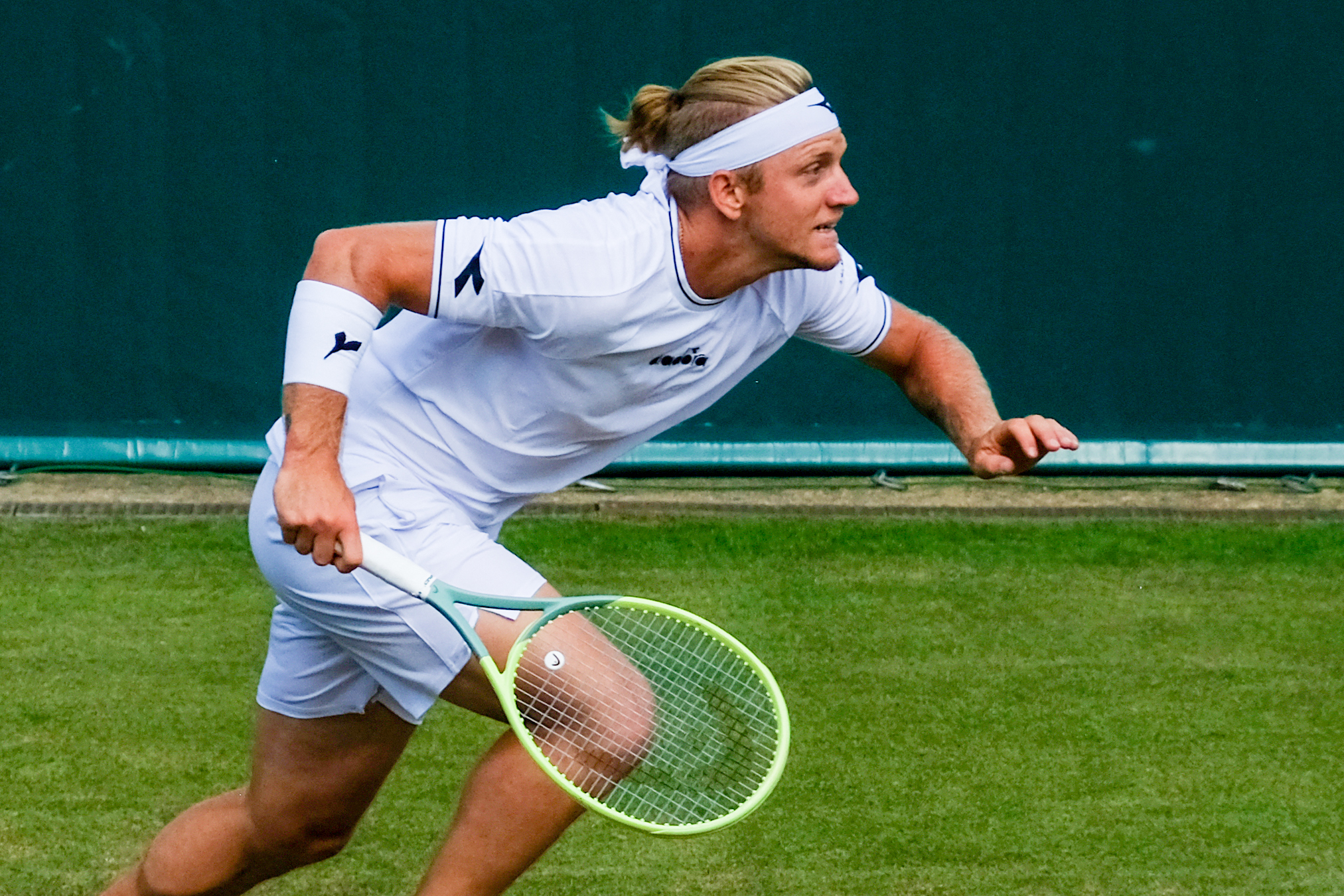
Davidovich Fokina nel 2023.

Inizia la stagione spingendosi fino ai quarti di finale all'Adelaide 2, mentre perde di nuovo al secondo turno agli Australian Open. Al terzo turno di Indian Wells elimina il nº 15 del mondo Karen Chačanov, raggiunge per la prima volta i quarti di finale in un Masters 1000 sul cemento e cede in due set contro Daniil Medvedev. Dopo l'eliminazione al terzo turno a Miami porta il best ranking alla 24ª posizione. Si spinge fino ai quarti anche all'Estoril, mentre con la sconfitta all'esordio a Monte Carlo perde diverse posizioni in classifica. Nei quarti a Barcellona perde il suo primo match disputato contro Carlos Alcaraz. Al successivo Masters di Madrid sconfigge il nº 7 del mondo Holger Rune ed esce al quarto turno per mano di Borna Ćorić, mentre non va oltre il terzo turno a Roma e all'Open di Francia. Rune si prende la rivincita al terzo turno di Wimbledon dopo 4 ore di gioco e dopo che nel set decisivo Davidovich Fokina aveva sprecato due match-ball.
Inizia la trasferta americana vincendo il suo primo match in carriera a Toronto contro Jeffrey John Wolf; concede poi 3 soli giochi ad Alexander Zverev e supera nel tie-break del set decisivo il nº 5 del mondo Casper Ruud. Accede alla sua prima semifinale in un Masters 1000 sul cemento con il successo su Mackenzie McDonald e raccoglie solo 4 giochi contro Alex de Minaur, risultati con cui porta il best ranking alla 23ª posizione. Sale alla 21ª dopo il secondo turno raggiunto al Cincinnati Open. Agli US Open viene fermato al terzo turno da Paul. Prende parte alla fase a gruppi delle finali di Coppa Davis giocata a Valencia, vince solo uno dei cinque match disputati tra singolare e doppio e la Spagna viene clamorosamente eliminata. Al suo esordio nella prestigiosa Laver Cup perde l'unico incontro giocato. Non supera il secondo turno negli ultimi tre tornei stagionali e chiude l'anno alla 26ª posizione mondiale.

### 2024: discesa nel ranking
Inizia il 2024 vincendo entrambi gli incontri di singolare alla United Cup, tra cui quello contro il top 10 Hurkacz, mentre vince solo uno dei due match di doppio e la Spagna viene eliminata chiudendo il girone al secondo posto dietro la Polonia. Agli Australian Open non va oltre il secondo turno, mentre a Marsiglia perde nei quarti di finale contro Humbert. Esce nei quarti anche a Dubai, sconfitto da Medvedev. Nei tornei successivi non supera mai il terzo turno, mentre al secondo turno del Roland Garros cede in cinque set a Ruud. Eliminato al turno d'esordio al Queen's, rinuncia a giocare a Wimbledon.
All'Atlanta Open esce nei quarti per mano di Jordan Thompson e non va oltre il terzo turno al Washington Open.  Al Canadian Open ha la meglio in tre set sul nº 5 del mondo Medvedev e viene eliminato al terzo turno da Matteo Arnaldi. Sconfitto al primo turno sia al Masters 1000 di Cincinnati che agli US Open, scende alla 64ª posizione mondiale dopo essere stato alla 23ª a marzo. A Pechino ha la meglio contro Zhang Zhizhen e perde contro Andrej Rublev, ed esce al secondo turno anche a Shanghai e a Stoccolma. A Vienna esce al primo turno mentre al Masters 1000 di Parigi supera le qualificazioni e si ritira per infortunio prima di iniziare il torneo. La deludente stagione lo induce in dicembre a porre fine alla collaborazione con il coach Fernando Verdasco, che era entrato nel suo team da alcuni mesi, e al suo posto arrivano Félix Mantilla e David Sánchez.

### 2025: tre finali ATP, semifinale a Monte Carlo e 18º nel ranking
Raggiunge per la prima volta il quarto turno degli Australian Open e raccoglie tre soli giochi contro Tommy Paul dopo aver eliminato Félix Auger-Aliassime e Jakub Menšík al quinto set in rimonta. Torna a disputare una seconda finale ATP dopo quasi tre anni al Delray Beach Open, elimina tra gli altri il nº 4 del mondo Taylor Fritz e perde contro il nº 56 Miomir Kecmanović con il punteggio di 6–3, 1–6, 5–7. Raggiunge la finale anche al successivo Abierto Mexicano de Tenis, la prima in un torneo ATP 500; al secondo turno supera in tre set il top 20 Frances Tiafoe, in semifinale ha la meglio su Denis Shapovalov e viene sconfitto da Tomáš Macháč per 6-7, 2-6. Torna a mettersi in luce ad aprile al Monte Carlo Masters con le vittorie sul top 20 Ben Shelton, sul nº 6 ATP Jack Draper e nei quarti sul top 30 Alexei Popyrin; cede in due set in semifinale al vincitore del torneo Carlos Alcaraz e rientra in top 30. Al Barcelona Open elimina il nº 8 del mondo Rublëv e perde nei quarti contro Karen Khachanov. Esce nelle fasi iniziali nei Masters 1000 di Madrid e Roma e al Roland Garros. All'Eastbourne International supera il top 20 Menšík e viene eliminato in semifinale da Taylor Fritz, che lo sconfigge anche al terzo turno a Wimbledon.
Si prende la rivincita sul nº 4 del mondo Fritz nei quarti di finale all'ATP 500 del Washington Open, in semifinale supera il nº 8 Ben Shelton e perde nuovamente la finale, questa volta contro Alex de Minaur che salva tre match ball nel terzo set. Dopo quasi due anni, Davidovich ritocca il miglior ranking portandosi alla 19ª posizione mondiale. Sale alla 18ª dopo essersi ritirato durante il match di quarto turno al Canadian Open quando era un set pari con Rublëv, dopo che nel turno precedente aveva eliminato il top 20 Jakub Menšík.

## Statistiche

### Singolare

#### Finali perse (4)
| Legenda              |
| Grande Slam (0)      |
| ATP Finals (0)       |
| ATP Masters 1000 (1) |
| ATP Tour 500 (2)     |
| ATP Tour 250 (1)     |

| N. | Data             | Torneo                              | Superficie  | Avversario in finale | Punteggio        |
| 1. | 17 aprile 2022   | Monte Carlo Masters, Monte Carlo    | Terra rossa | Stefanos Tsitsipas   | 3–6, 6(3)–7      |
| 2. | 16 febbraio 2025 | Delray Beach Open, Delray Beach     | Cemento     | Miomir Kecmanović    | 6–3, 1–6, 5–7    |
| 3. | 2 marzo 2025     | Abierto Mexicano de Tenis, Acapulco | Cemento     | Tomáš Macháč         | 6(6)–7, 2–6      |
| 4. | 27 luglio 2025   | Washington Open, Washington         | Cemento     | Alex de Minaur       | 7–5, 1–6, 6(3)–7 |

### Doppio

#### Vittorie (1)
| Legenda              |
| Grande Slam (0)      |
| ATP Finals (0)       |
| ATP Masters 1000 (0) |
| ATP Tour 500 (0)     |
| ATP Tour 250 (1)     |

| N. | Data             | Torneo               | Superficie  | Compagno                | Avversari in Finale          | Punteggio   |
| 1. | 29 febbraio 2020 | Chile Open, Santiago | Terra rossa | Roberto Carballés Baena | Marcelo Arévalo Jonny O'Mara | 7–6(3), 6–1 |

### Tornei minori

#### Singolare

##### Vittorie (3)
| Challenger (2) |
| Futures (1)    |

| N. | Data              | Torneo                      | Superficie   | Avversario in finale  | Punteggio        |
| 1. | 19 marzo 2018     | Portugal F4, Quinta do Lago | Cemento      | Roberto Ortega Olmedo | 7–5, 4–6, 6–1    |
| 2. | 15 settembre 2019 | Copa Sevilla, Siviglia      | Terra gialla | Jaume Munar           | 2–6, 6–2, 6–2    |
| 3. | 27 ottobre 2019   | Liuzhou Open, Liuzhou       | Cemento      | Denis Istomin         | 6–3, 5–7, 7–6(5) |

##### Finali perse (6)
| Challenger (3) |
| Futures (3)    |

| N. | Data              | Torneo                         | Superficie  | Avversario in finale  | Punteggio        |
| 1. | 24 giugno 2017    | Spain F18, Palma del Río       | Cemento     | Matteo Viola          | 6(0)–7, 5–7      |
| 2. | 2 luglio 2017     | Spain F19, Bakio               | Cemento     | Roberto Ortega Olmedo | 6–0, 2–6, 1–6    |
| 3. | 3 settembre 2017  | Spain F27, San Sebastián       | Terra rossa | Eduard Esteve Lobato  | 7–5, 0–6, 1–6    |
| 4. | 16 settembre 2018 | Szczecin Open, Szczecin        | Terra rossa | Guido Andreozzi       | 4–6, 6–4, 3–6    |
| 5. | 24 febbraio 2019  | Bangkok Challenger II, Bangkok | Cemento     | James Duckworth       | 4–6, 3–6         |
| 6. | 8 settembre 2019  | Genoa Open Challenger, Genova  | Terra rossa | Lorenzo Sonego        | 2–6, 6–4, 6(6)–7 |

#### Doppio

##### Vittorie (1)
| Challenger (0) |
| Futures (1)    |

| N. | Data            | Torneo            | Superficie | Compagno      | Avversari in finale           | Punteggio |
| 1. | 23 ottobre 2016 | Nigeria F6, Lagos | Cemento    | Alexis Klégou | Karol Drzewiecki Maciej Smoła | 6–4, 6–1  |

##### Finali perse (1)
| Challenger (0) |
| Futures (1)    |

| N. | Data             | Torneo                   | Superficie  | Compagno      | Avversari in finale                  | Punteggio        |
| 1. | 2 settembre 2017 | Spain F27, San Sebastián | Terra rossa | Alexis Klégou | Íñigo Cervantes Daniel Gimeno Traver | 6–4, 5–7, [6–10] |

## Risultati in progressione
| Sigla | Risultato               |
| ----- | ----------------------- |
| V     | Vincitore               |
| F     | Finalista               |
| SF    | Semifinalista           |
| O     | Oro olimpico            |
| A     | Argento olimpico        |
| SF    | Bronzo olimpico         |
| QF    | Quarti di Finale        |
| 4T    | Quarto turno            |
| 3T    | Terzo turno             |
| 2T    | Secondo turno           |
| 1T    | Primo turno             |
| RR    | Round Robin             |
| LQ    | Turno di qualificazione |
| A     | Assente                 |
| ND    | Non disputato           |

| Legenda superfici    |
| -------------------- |
| Cemento              |
| Terra battuta        |
| Erba                 |
| Superficie variabile |

### Singolare
| Torneo                     | 2018          | 2019          | 2020          | 2021 | 2022          | 2023          | 2024 | 2025 | V–S   |
| -------------------------- | ------------- | ------------- | ------------- | ---- | ------------- | ------------- | ---- | ---- | ----- |
| Tornei Grande Slam         |               |               |               |      |               |               |      |      |       |
| Australian Open, Melbourne | A             | Q2            | 2T            | A    | 2T            | 2T            | 2T   | 4T   | 7–5   |
| Roland Garros, Parigi      | A             | 1T            | 2T            | QF   | 1T            | 3T            | 2T   | 2T   | 9–7   |
| Wimbledon, Londra          | Q2            | Q1            | ND            | 1T   | 2T            | 3T            | A    | 3T   | 5–4   |
| US Open, New York          | A             | Q1            | 4T            | 1T   | 4T            | 3T            | 1T   |      | 8–5   |
| Vittorie-Sconfitte         | 0–0           | 0–1           | 5–3           | 4–3  | 5–4           | 7–4           | 2–3  | 6–3  | 29–21 |
| Giochi Olimpici            |               |               |               |      |               |               |      |      |       |
| Giochi Olimpici            | Non disputati | Non disputati | Non disputati | 3T   | Non disputati | Non disputati | A    | ND   | 2–1   |
| Vittorie-Sconfitte         | Non disputati | Non disputati | Non disputati | 2–1  | Non disputati | Non disputati | -    | ND   | 2–1   |

## Vittorie contro Top 10
| Anno     | 2019 | 2020 | 2021 | 2022 | 2023 | 2024 | 2025 | Totale |
| -------- | ---- | ---- | ---- | ---- | ---- | ---- | ---- | ------ |
| Vittorie | 0    | 0    | 1    | 2    | 2    | 2    | 5    | 12     |

| Anno | N.  | Avversario         | Rank | Torneo                          | Superficie  | Turno | Punteggio                     |
| 2021 | 1.  | Matteo Berrettini  | 10   | Monte Carlo Masters, Monaco     | Terra rossa | 2T    | 7–5, 6–3                      |
| 2022 | 2.  | Novak Đoković      | 1    | Monte Carlo Masters, Monaco     | Terra rossa | 2T    | 6–3, 6(5)–7, 6–1              |
| 2022 | 3.  | Hubert Hurkacz     | 10   | Wimbledon, Londra               | Erba        | 1T    | 7–6(4), 6–4, 5–7, 2–6, 7–6(8) |
| 2023 | 4.  | Holger Rune        | 7    | Madrid Open, Madrid             | Terra rossa | 3T    | 7–6(1), 5–7, 7–6(5)           |
| 2023 | 5.  | Casper Ruud        | 5    | Canadian Open, Toronto          | Cemento     | 3T    | 7–6(4), 4–6, 7–6(4)           |
| 2024 | 6.  | Hubert Hurkacz (2) | 9    | United Cup, Perth               | Cemento     | RR    | 3–6, 6–3, 6–4                 |
| 2024 | 7.  | Daniil Medvedev    | 5    | Canadian Open, Montréal         | Cemento     | 2T    | 6–4, 1–6, 6–2                 |
| 2025 | 8.  | Taylor Fritz       | 4    | Delray Beach Open, Delray Beach | Cemento     | QF    | 7–6(7–4), 7–6(7–5)            |
| 2025 | 9.  | Jack Draper        | 6    | Monte Carlo Masters, Monaco     | Terra rossa | 3T    | 6–3, 6–7(6–8), 6–4            |
| 2025 | 10. | Andrey Rublev      | 8    | Barcelona Open, Barcellona      | Terra rossa | 2T    | 7–5, 6–4                      |
| 2025 | 11. | Taylor Fritz (2)   | 4    | Washington Open, Washington     | Cemento     | QF    | 7–6(3), 3–6, 7–5              |
| 2025 | 12. | Ben Shelton        | 8    | Washington Open, Washington     | Cemento     | SF    | 6–2, 7–5                      |